# ستاد دمياط
استاد دمياط الرياضي هو ملعب متعدد الاستخدامات يقع في قلب مدينة دمياط وهو الملعب الرسمي لنادي دمياط و نادي غزل دمياط وتم تأسيس الاستاد عام 1950 وهو واحد من أقدم الملاعب في جمهورية مصر العربية ويمر الملعب الآن بفترة عصيبة نظرا للظروف الأخيرة التي يمر بها النشاط الرياضي في محافظة دمياط وحصل city club على حق إدارة وتجديد الملعب ويمر الاستاد الآن بمرحلة صيانة وترميم.